# Sixtus Jindřich Bourbonsko-Parmský
Princ Sixtus Jindřich Bourbonsko-Parmský (španělsky: Don Sixto Enrique de Borbón-Parma y Borbón-Busset; * 22. července 1940 Pau) je představitel královského rodu Bourbon-Parma. Je mladším bratrem Karla Huga, současného titulárního vévody Parmského, a synovcem Zity Bourbonsko-Parmské, poslední české královny a rakouské císařovny. Některými z Karlistů je považován za regenta Španělska a tito jej titulují jako vévodu z Aranjuezu, Infanta španělského, a „nositele tradice“. Sixtus Jindřich je také znám jako karlistický pretendent španělského trůnu pod jménem Enrique V.
Sixtus se narodil ve městě Pau v departementu Pyrénées-Atlantiques ve Francii jako druhý syn vévody Františka Xavera Bourbonsko-Parmského, tehdejšího karlistického regenta, později pretendenta španělského trůnu, a jeho manželky Madeleine de Bourbon Busset. Jméno získal na počest svého strýce Sixta, který se pokusil za první světové války zprostředkovat mírovou dohodu císaři Karlu I.
Od raného věku byl oddaným příznivcem karlistického hnutí. Roku 1965 vstoupil jako Enrique Aranjuez do Španělské cizinecké legie.
Sixtovi příznivci prohlašují, že jeho starší bratr Karel Hugo opustil ideály své rodinné větve, a věří, že Sixtus se tak stal právoplatnou hlavou karlistického hnutí. Sixtus prohlásil svůj nárok na regentství po smrti svého otce Xavera roku 1977.
Sixtus se v roce 1988 ve švýcarském Écône účastnil  biskupského svěcení, při němž Marcel Lefebvre proti zákazu papeže vysvětil čtyři biskupy pro Kněžské bratrstvo svatého Pia X. a byl první, kdo jim veřejně gratuloval.
V listopadu 2009 přijal pozvání navštívit Českou republiku, aby se jako čestný host zúčastnil generálního sněmu Koruny České (monarchistické strany Čech, Moravy a Slezska).
V roce 2004 se stal velkopřevorem Řádu svatého Lazara ve Francii, 6. ledna 2015 byl zvolen administrátorem. 20. listopadu 2015 byl na generální kapitule švýcarské obedience řádu v Aigues-Mortes zvolen velmistrem (jako první v této obedienci) a k uvedení do funkce došlo v Jeruzalémě.